# Ça arrive aussi aux garçons
Ça arrive aussi aux garçons : l'abus sexuel au masculin est un essai canadien de Michel Dorais, publié par VLB en 1997 et republié ensuite par Typo éditeur.
Il compile les témoignages de trente victimes masculines d'abus sexuel.
Manon Toupin de La Nouvelle Union dit que la version anglaise de la McGill-Queen's University Press (EN), Don't Tell: The Sexual Abuse of Boys, "connaît, depuis sa sortie, un grand succès au Canada et aux États-Unis.".
Avec cet ouvrage, toujours novateur puisqu'il n'existe encore[Quand ?] que très peu d'études traitant de ce sujet, Michel Dorais aborde les questions existentielles que se posent ces garçons et les phases critiques qu'ils traversent. Il révèle les stratégies qu'adoptent les victimes pour tenter de préserver leur intégrité et leur masculinité. Enfin, il propose des moyens d'aide et de prévention.